# 周柏豪
周柏豪（英語：Pakho Chau Pak Ho，1984年11月12日—），香港唱作男歌手、演員、唱片製作人，曾為星夢娛樂及種星堂旗下男歌手兼無綫電視新媒體集團旗下藝人。
周柏豪曾任模特兒、游泳教練、鋼琴老師、服裝品牌老闆師及加入陳光榮錄音室成為工程師，十八歲時開始成為Starz Track旗下兼職模特兒，2007年正式簽約華納音樂成為歌手出道，2016年，周柏豪創立自家品牌CATXMAN，並於2016年11月26日，在泰國布吉島與拍拖8年女友結婚。2017年轉投星夢娛樂。
周柏豪於2012年度首奪《新城勁爆頒獎禮》「新城勁爆男歌手」。其後周柏豪於2014年度首奪《叱咤樂壇流行榜頒獎典禮》「叱咤樂壇男歌手金獎」，為首位得獎的2000年代出道以粵語流行樂為主的男歌手；也曾獲得《叱咤樂壇流行榜頒獎典禮》「叱咤樂壇唱作人金獎」，曾兩度在紅磡體育館舉行個人演唱會。其後周柏豪於2019年度憑《讓愛高飛》於《2019年度勁歌金曲頒獎典禮》首次連奪「最受歡迎男歌星」及「勁歌金曲金獎」，也曾獲得《勁歌金曲頒獎典禮》「最佳演繹男歌星」；以及憑與楊千嬅合演劇集《多功能老婆》於《萬千星輝頒獎典禮2019》首次連奪「最受歡迎電視男角色」及「最受歡迎電視歌曲」。其後周柏豪於2020年度首奪《十大中文金曲頒獎音樂會》「十大中文金曲男歌手獎金獎」。因此，周柏豪於2020年度集齊香港四台的男歌手獎項。2021年，周柏豪擔任無綫電視歌唱選秀節目《聲夢傳奇》導師。

## 個人經歷

### 生平
周柏豪年幼時居住在青衣長康邨。他在1996年畢業於聖公會仁立小學（下午校），後來搬到將軍澳頌明苑居住，並入讀東華三院呂潤財紀念中學，至2001年畢業。

### 出道前：2002年至2007年
周柏豪被鄒世龍介紹到錄音室做工程師，不僅沒有薪金，更要為歌手「斟茶遞水」，更曾為女歌手容祖兒倒水、清潔椅子及麥克風，不過當時因為欠缺自信而不會正面看着對方，所以容祖兒不認得他。

### 出道初期：2007年至2009年
周柏豪於成為歌手前為模特兒和陳光榮錄音室的工程師，並且因音樂專業而成為了其入室弟子。
2007年，周柏豪獲得伯樂陳光榮和鄒世龍的賞識，出道成為香港樂壇新人，簽約華納唱片，同時擔任陳光榮音樂製作公司旗下的創作人。他出道時，其首兩首主打歌《同天空》及《六天》播出後，就順利進佔香港各個電台的流行榜頭數名，成績彪炳。同年11月初，周柏豪的首張個人專輯《Beginning》面世。
周柏豪憑在2007年的優異表演橫掃四台音樂頒獎典禮的新人獎，奪得新城勁爆頒獎禮勁爆新登場男歌手、叱咤樂壇流行榜頒獎典禮叱咤樂壇生力軍男歌手銀獎、第三十屆十大中文金曲頒獎音樂會最有前途新人獎銀獎、Sina music樂壇民意指數頒獎禮2007我最喜愛男新人金獎、YAHOO!搜尋人氣大獎樂壇新勢力男歌手等多個獎項。
2008年，周柏豪推出新唱片《Continue》，其與鄭融合唱的《一事無成》和歌曲《宏願》均成為冠軍歌，《一事無成》更成為周柏豪出道以來第一首派台冠軍歌，成績卓越。同年，周柏豪更參演電影《愛情萬歲》，為三大男主角之一，並為電影《荒失失奇兵2》 聲演及出演香港電台節目《我是香港人》。
在年底的音樂頒獎典禮之中，周柏豪繼續其在2007年的強勢，歌曲《一事無成》奪得第31屆十大中文金曲頒獎音樂會十大中文金曲大獎、十大勁歌金曲頒獎典禮最受歡迎合唱歌曲金獎、新城勁爆頒獎禮勁爆歌曲大獎、Yahoo!Music 2008人氣合唱歌曲、Sina Music樂壇民意指數頒獎禮2008最佳合唱歌曲等大獎。
2009年，周柏豪推出唱片《Follow》，歌曲《報告總司令》成為又一首的派台冠軍歌，而另一派台歌曲《Lovin' You》成功進佔香港各個電台的流行榜頭數名，周柏豪也憑《Lovin' You》一曲奪得新城勁爆頒獎禮新城勁爆原創歌曲和YAHOO!搜尋人氣大獎人氣MV獎，歌曲《報告總司令》則奪得Sina Music樂壇民意指數頒獎禮2009最高收聽率二十大歌曲大獎。而截至2017年11月，《Follow》中的《夠鐘》的MV在YouTube上獲得近2,000,000點擊率。

### 開始走紅：2010年至2012年
2010年是周柏豪人氣急升的一年，雖然受HKRIA版權風波，無法把歌曲派到無線電視，周柏豪亦憑新唱片《Remembrance》的歌曲《我不要被你記住》和《乞丐王子》奪得多個電台的派台冠軍歌，另一歌曲《最好不過》也成功成為香港電台音樂排行榜第二位。
在年底的音樂頒獎典禮中，周柏豪憑歌曲《我不要被你記住》奪得新城勁爆頒獎禮「勁爆原創歌曲大獎」和YAHOO!搜尋人氣大獎2010頒獎典禮「人氣歌曲大獎」，歌曲《乞丐王子》更奪得叱咤樂壇流行榜頒獎典禮「專業推介・叱咤十大(第六位)」歌曲獎、SinaMusic樂壇民意指數頒獎禮2010「最高收聽率二十大歌曲」，周柏豪自己則奪得「新城勁爆人氣歌手」和十大中文金曲頒獎音樂會「全年最佳進步獎銅獎」兩個歌手獎項。
2011年，他推出了第四張EP《本體分裂》，EP中的歌曲《Smiley Face》得到出道以來第一首三台冠軍歌，而歌曲《後援》則成為了兩台冠軍歌，成績優異。
在年底的音樂頒獎典禮中，周柏豪憑歌曲《Smiley Face》奪得Yahoo!搜尋人氣大獎2011頒獎典禮「人氣歌曲」和「網上熱爆歌曲大獎」、「新城勁爆原創歌曲」以及SinaMusic樂壇民意指數頒獎禮2011「最高收聽20大歌曲獎」。此外，周柏豪更首次奪得2011年度叱咤樂壇流行榜頒獎典禮「叱咤樂壇男歌手銅獎」以及「新城勁爆創作歌手大獎」，奠定其在樂壇的地位。
2012年，一年內推出了兩張音樂輯《Get Well Soon》及《Imperfect Collection》，《Imperfect Collection》中的兩首主打歌曲《斬立決》和《無力挽回》均成為兩台冠軍歌。周柏豪亦在2012年在九龍灣國際展貿中心舉行三場名為「周柏豪PAKHO IMPERFECT LIVE 2012」演唱會，是出道以來首個個人演唱會。
在年底的音樂頒獎典禮中，周柏豪奪得「新城勁爆男歌手」、「新城勁爆演繹大獎」、「十大中文金曲作曲人獎」等個人獎項，《無力挽回》則奪得十大中文金曲頒獎音樂會「十大中文金曲獎」和「SinaMusic樂壇民意指數頒獎禮-最高收視MV大獎」。周柏豪也在香港、廣州和佛山等地舉行了名為三場名為See You Soon Concert 2012的演唱會。

### 巔峰時期：2013年至2015年
踏入2013年，周柏豪的歌唱事業到達了巔峰時期，與歌神陳奕迅等一線歌手爭奪歌手獎的事到現在還被人津津樂道。該年度，周柏豪推出兩個全新大碟《8》和《同行》，憑歌曲《我的宣言》奪得三台冠軍歌，《Imperfect》也成為兩台冠軍歌。《我的宣言》是周柏豪點擊率最高的一首歌曲，也為周柏豪著名和經典的代表作，這首講述愛情的歌曲在兩岸三地流行一時。

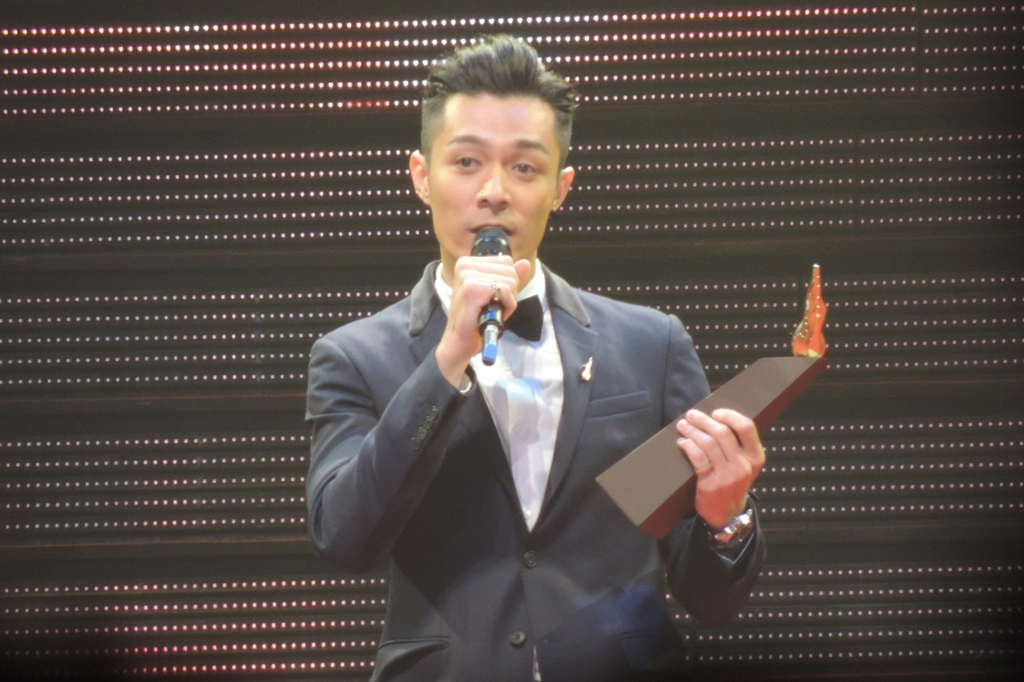
周柏豪於2013年度叱咤樂壇流行榜頒獎典禮上獲獎

在年底的音樂頒獎典禮之中，周柏豪首次奪得叱咤樂壇男歌手銀獎和叱咤樂壇唱作人金獎，亦奪得新城勁爆男歌手和十大中文金曲頒獎音樂會全年最佳進步獎銅獎和YAHOO!搜尋人氣大獎本地男歌手獎，歌曲《我的宣言》則奪新城勁爆歌曲歌曲、YAHOO!搜尋人氣大獎人氣歌曲等獎項，而《Imperfect》也奪叱咤樂壇流行榜頒獎典禮專業推介叱咤十大第四位。
2014年，其舊大碟《同行》的同名歌曲《同行》成為周柏豪出道以來第一首四台冠軍歌，新大碟《Keep Going》和《WHITE》在派台的成績也不俗，歌曲《自由意志》和《小白》亦成為兩台冠軍歌。
周柏豪也在2014年舉行一連兩場名為「Colors of Life Concert 2014」的紅館演唱會，並邀請郭富城等歌手為嘉賓。
在年底的音樂頒獎典禮之中，周柏豪橫掃各台歌手和歌曲獎項，擊敗歌神陳奕迅和男歌手張敬軒，奪得歌唱事業的第一個《叱咤樂壇流行榜頒獎典禮》「叱咤樂壇男歌手金獎」周柏豪更奪得新城勁爆播放指數歌手大獎、新城數碼音樂台最欣賞男歌手、十大中文金曲頒獎音樂會優秀流行歌手大獎、十大中文金曲作曲人獎、TVB8金曲獎頒獎典禮最佳創作歌手金獎等歌手獎。此外，歌曲《傳聞》也奪新城勁爆歌曲大獎、十大中文金曲大獎和YAHOO!搜尋人氣大獎人氣歌曲。

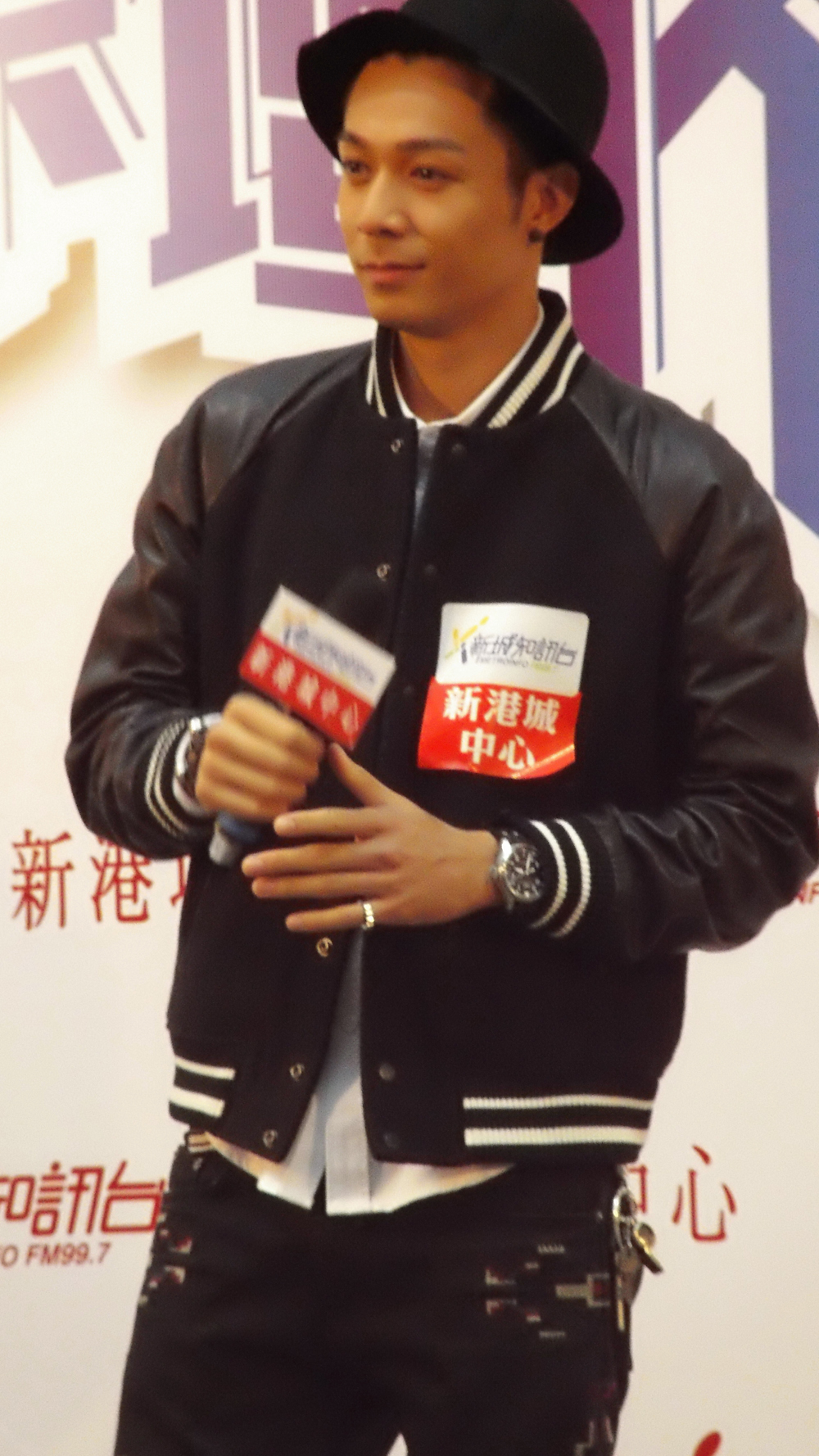
2013年的周柏豪

2015年是周柏豪人氣最高的一年，先是憑歌曲《百年不合》奪四台冠軍歌，後推出新大碟《Roundabout》，其主打歌《相安無事》再下一城，成為三台冠軍歌，周柏豪年底更憑歌曲《天下大亂》、《等不到》和《磨牙》奪派台冠軍歌。周柏豪亦出演TVB劇集《愛情來的時候2台灣篇》。
周柏豪亦舉行了名為「PERFECT 8」的世界巡迴演唱會，在內地、澳門和墨爾本多處舉行演唱會。周柏豪更和側田合作，在美國舉行IMPERFECT好人演唱會，又在新加坡舉行PAKHO 'LIVE' IN SINGAPORE 2015演唱會，亦在天后楊千嬅《Let's Begin世界巡迴演唱會2015》和茜拉《Colorful Life 真．炫色演唱會》擔任嘉賓演唱。
在年底的音樂頒獎典禮之中，周柏豪繼續橫掃各台歌手和歌曲獎項，奪叱咤樂壇唱作人銅獎、叱咤樂壇男歌手銅獎、十大中文金曲頒獎音樂會優秀流行歌手大獎和第十屆勁歌王頒獎禮香港最佳男歌手大獎，又憑歌曲《百年不合》奪得十大中文金曲頒獎音樂會十大中文金曲大獎、YAHOO!搜尋人氣大獎人氣歌曲大獎等多個獎項。

### 平穩時期：2016年至2018年
2016年，周柏豪的歌唱事業處於休息狀態，全年沒有推出大碟或歌曲，在YouTube上也沒有甚麼大動作，全年只接拍了《Good Take》、《我老婆係明星》等電影。同年，周柏豪創立自家品牌CATXMAN
，並於同年11月26日，在泰國布吉島與拍拖8年女友結婚。
2017年，周柏豪回歸樂壇，更兩星期推出一首新歌，在1月推出新歌曲《有生一天》及與岑寧兒合作的兩台冠軍歌《終於我們》，2月則推出新歌曲《How Do I Look》及與衛蘭合作的冠軍歌《近在千里》，3月推出新歌曲《怒花》及《囂》，更在4月推出新歌曲《Touchscreen》並在4月7日推出新專輯One Step Closer，僅僅用了四個月就完成一張新專輯。為了慶祝踏入入行第十年，周柏豪在4月份舉行一連三場的ONE STEP CLOSER紅館演唱會慶祝，邀請到張智霖、黃翠如、許志安、鄭融及艾粒擔任嘉賓。
2017年6月，周柏豪與華納音樂約滿後離開。而在6月26號再推出三首全新國語歌《上下線》、《愛是彩色的》及《月光濃湯》以及6月27日開始推出《One Step Closer》微電影三部曲一連三日。周柏豪在2017年上半年經已推出11首新歌曲。
2017年7月11日，周柏豪加盟星夢娛樂同時亦加盟TVB New Media。星夢娛樂老闆何哲圖多次強調要打造周柏豪成為國際明星，有華人的地區都有認受性。
2017年9月18日，周柏豪主演無綫電視劇集《使徒行者2》首播，飾演角色樂少鋒，並主唱主題曲《天網》。2017年9月23日，One Step Closer Pakho Live 2017巡迴演唱會首站在廣州體育館舉行。及後表示因該劇感受到電視劇的威力，現在經常被稱呼為「樂少」，連婆婆輩的粉絲都要求合照。樂曲《天網》更成為周柏豪重返歌壇的第一首三台冠軍歌。
在2017年底的音樂頒獎典禮之中，周柏豪憑《天網》一曲橫掃各台歌手和歌曲獎項，奪得十大中文金曲頒獎典禮優秀流行歌手大獎、新城勁爆頒獎禮勁爆男歌手、勁歌金曲頒獎典禮最高人氣歌星獎等多個歌手獎項。爆紅歌曲《天網》更奪得十大中文金曲頒獎典禮十大中文金曲、新城勁爆頒獎禮勁爆歌曲、勁歌金曲頒獎典禮勁歌金曲獎等多個獎項。
2018年1月8日，周柏豪主演大陸網絡電影《闘戰勝佛2》，飾演角色孫悟空，與張馨予首次合作。1月20日，舉行第五埸《One Step Closer Pakho Live 2017 演唱會》，地點於佛山南海體育館。
4月11日，周柏豪推出新歌《男人背後》的預告，由周柏豪親手製作。4月16日，歌曲《男人背後》正式在各大音樂平台上架，此歌亦成為了周柏豪的第三首四台冠軍歌。

### 歌視巔峰：2019年至今

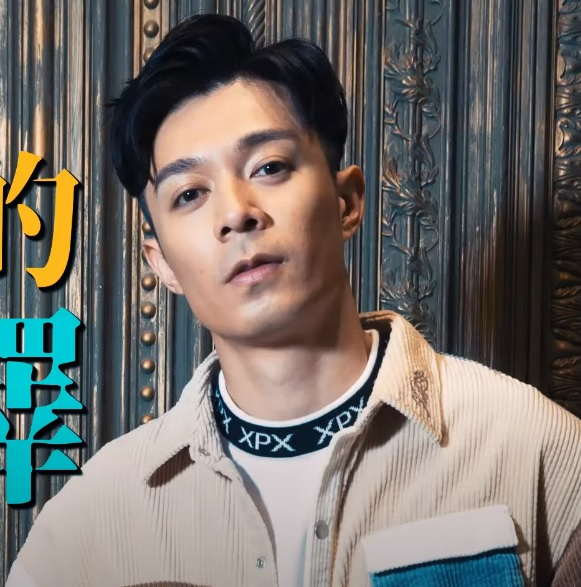

2019年11月25日，周柏豪主演的無綫電視台慶劇《多功能老婆》首播，飾演「榮浩田」一角，與歌影視天后楊千嬅合演姊弟戀螢幕情侶，並主唱片尾曲《讓愛高飛》，該曲深受觀眾歡迎，YouTube點擊率累計超過1100萬。
2020年1月12日，周柏豪憑《多功能老婆》「榮浩田」一角首奪《萬千星輝頒獎典禮2019》「最受歡迎電視男角色」及憑《多功能老婆》片尾曲《讓愛高飛》首奪「最受歡迎電視歌曲」，並入圍「最佳男主角」最後五強。
2020年1月18日，周柏豪於《2019年度勁歌金曲頒獎典禮》奪得歌唱事業的首個「最受歡迎男歌星」，並憑《多功能老婆》片尾曲《讓愛高飛》首奪「金曲金獎」。
2020年尾，《劫後餘生》成為了周柏豪的第四首四台冠軍歌。2021年1月16日，周柏豪在香港電台《第四十三屆十大中文金曲頒獎典禮》中首度奪得「十大中文金曲男歌手獎金獎」，成為星夢娛樂旗下第一位歌手獲得無綫電視以外其他三台的最高榮譽歌手獎項認同。
2021年1月17日，周柏豪在《2020年度勁歌金曲頒獎典禮》中，全年憑一首四台冠軍歌《劫後餘生》首度同時奪得「最受歡迎男歌星」及「最佳演繹男歌星」，創下全年推出最少歌曲，僅推出一首新歌，能奪兩大獎項的最優秀紀錄。周柏豪於三大頒獎典禮男大有斬獲，成為2020年男歌手之最。
2021年4月，周柏豪在無綫電視音樂選秀節目《聲夢傳奇》擔任紅隊導師，因此被稱為「柏豪老師」。2021年7月11日，由《聲夢傳奇》全體導師及學員主唱的TVB東京奧運2020主題曲《奪金》在YouTube首播，此曲為《聲夢傳奇》全體導師及學員首次合唱的MV。2021年8月12至15日，一眾《聲夢傳奇》導師及15位參賽者於旺角麥花臣場館舉行四場《聲·夢飛行 First Live On Stage》演唱會，周柏豪於第二場（8月13日）及最後一場演唱會與參賽者黃奕斌繼《聲夢傳奇》第11集後再次合唱《甘心替代你》，亦合唱其名曲《我的宣言》。同年9月推出《把關者們》主題曲《過關》。

## 婚姻
2016年11月26日，在泰國布吉島與拍拖8年女友結婚。
2019年12月2日，35歲的周柏豪與結婚三年的老婆秘密誕女兒周芯悦（SONYA），榮升人父。周柏豪指做過最浪漫的事是為老婆寫四部曲。
2021年8月17日，周柏豪於社交媒體突然宣布太太產下第二胎的消息，兩人迎來一子，但沒有註明出生日期。

## 音樂作品

### 迷你專輯
- Beginning（2007年11月8日）
- Continue（2008年7月）
- Remembrance（2010年8月20日）
- 本分裂（2011年6月23日）
- Get Well Soon（2012年1月12日）
- 同行（2014年3月25日）
- WHITE（2015年4月24日）
- Roundabout（2015年11月27日）
- One Step Closer（2017年4月7日）

### 專輯
- 8（2013年8月30日）
- Keep Going（2014年9月16日）
- All About Love 關於愛（2018年12月10日）

### 新曲加精選
- Follow（2009年7月13日）
- Imperfect Collection（2012年12月18日）

### 單曲
- 2019年：《讓愛高飛》（無綫電視劇《多功能老婆》片尾曲）
- 2020年：《劫後餘生》
- 2023年：《小船大海》、《敬老爸》（國語版）
- 2024年：《里程碑》

## 派台歌曲成績
| 派台歌曲成績（四台）  | 派台歌曲成績（四台）                | 派台歌曲成績（四台） | 派台歌曲成績（四台） | 派台歌曲成績（四台） | 派台歌曲成績（四台） | 派台歌曲成績（四台） | 派台歌曲成績（四台） |
| --------------------- | ----------------------------------- | -------------------- | -------------------- | -------------------- | -------------------- | --- | --- |
| 唱片                  | 歌曲                                | 903                  | RTHK                 | 997                  | TVB                  | 備註 | 備註 |
| 2007年                |                                     |                      |                      |                      |                      | | |
| Beginning             | 同天空                              | 2                    | 3                    | 4                    | -                    | | |
| Beginning             | 六天                                | 2                    | 7                    | 7                    | 3                    | | |
| Beginning             | 哦                                  | -                    | -                    | -                    | -                    | | |
| Beginning             | 想太多                              | -                    | -                    | -                    | -                    | | |
| 2008年                |                                     |                      |                      |                      |                      | | |
| Continue              | 傻小子                              | 20                   | -                    | -                    | -                    | 電影《愛情萬歲》主題曲 | 電影《愛情萬歲》主題曲 |
| Continue              | 一事無成                            | 2                    | 1                    | 3                    | 2                    | 首支冠軍歌 與鄭融合唱 | 首支冠軍歌 與鄭融合唱 |
| Continue              | 宏願                                | 2                    | 11                   | 2                    | 1                    | | |
| Continue              | 最後的三分十六                      | -                    | 12                   | -                    | -                    | | |
| 2009年                |                                     |                      |                      |                      |                      | | |
| Follow                | 報告總司令                          | 1                    | 3                    | 5                    | 8                    | | |
| Follow                | Lovin' You                          | 3                    | 6                    | 3                    | 4                    | | |
| Follow                | 陳某                                | -                    | -                    | -                    | -                    | | |
| Follow                | 夠鐘                                | -                    | -                    | -                    | -                    | | |
| 2010年                |                                     |                      |                      |                      |                      | | |
| Remembrance           | 我不要被你記住                      | 5                    | 3                    | 1                    | ×                    | | |
| Remembrance           | 乞丐王子                            | 1                    | 3                    | 3                    | ×                    | | |
| Remembrance           | 最好不過                            | 20                   | 2                    | 4                    | ×                    | | |
| Remembrance           | 傑出青年                            | -                    | -                    | -                    | ×                    | | |
| 2011年                |                                     |                      |                      |                      |                      | | |
| 本分裂                | 後援                                | 1                    | 1                    | 2                    | ×                    | | |
| 本分裂                | Smiley Face                         | 1                    | 1                    | 1                    | ×                    | 三台冠軍歌 | 三台冠軍歌 |
| 本分裂                | 黑                                  | 2                    | 10                   | 2                    | ×                    | | |
| Get Well Soon         | 天光                                | 5                    | 8                    | 3                    | ×                    | | |
| 2012年                |                                     |                      |                      |                      |                      | | |
| Get Well Soon         | 只有一事不成全你                    | 3                    | 3                    | 1                    | ×                    | | |
| Get Well Soon         | 金                                  | 13                   | 12                   | 5                    | ×                    | | |
| Imperfect Collection  | 斬立決                              | 1                    | 3                    | 1                    | ×                    | | |
| Imperfect Collection  | 無力挽回                            | 1                    | 1                    | 12                   | ×                    | | |
| 2013年                |                                     |                      |                      |                      |                      | | |
| Imperfect Collection  | Imperfect                           | 1                    | 1                    | 2                    | ×                    | | |
| 8                     | 我的宣言                            | 1                    | 1                    | 1                    | ×                    | 三台冠軍歌 | 三台冠軍歌 |
| 8                     | 摔角                                | 7                    | 5                    | 3                    | ×                    | 另派Big Shot Version版本 | 另派Big Shot Version版本 |
| 8                     | 00:08:00                            | -                    | -                    | -                    | -                    | | |
| 同行                  | 天窗（合唱版）                      | 14                   | -                    | 3                    | ×                    | 與容祖兒合唱 | 與容祖兒合唱 |
| 同行                  | 異能                                | 4                    | 1                    | 3                    | ×                    | | |
| 2014年                |                                     |                      |                      |                      |                      | | |
| 同行                  | 同行                                | 1                    | 1                    | 1                    | 1                    | 首支四台冠軍歌 | 首支四台冠軍歌 |
| 同行                  | 傳聞                                | 2                    | 1                    | 2                    | 4                    | | |
| 同行                  | 小孩                                | 13                   | -                    | -                    | -                    | | |
| Keep Going            | 現在已夜深                          | 9                    | 4                    | 2                    | 4                    | | |
| Keep Going            | 自由意志                            | 1                    | 1                    | 3                    | 3                    | 新城勁爆勵志‧兒歌榜：1 | 新城勁爆勵志‧兒歌榜：1 |
| Keep Going            | 還記得                              | 19                   | 11                   | 1                    | -                    | | |
|                       | 日落日出（Christmas Morning Remix） | 17                   | -                    | 4                    | ×                    | 與連詩雅合唱 | 與連詩雅合唱 |
| WHITE                 | 小白                                | 2                    | 1                    | 1                    | 3                    | 新城勁爆勵志‧兒歌榜：1 | 新城勁爆勵志‧兒歌榜：1 |
| 2015年                |                                     |                      |                      |                      |                      | | |
| WHITE                 | 百年不合                            | 1                    | 1                    | 1                    | 1                    | 四台冠軍歌 微電影《愛情來的時候2》台灣篇主題曲                                                                                               | 四台冠軍歌 微電影《愛情來的時候2》台灣篇主題曲                                                                                               |
| WHITE                 | 天不怕地不怕                        | 2                    | ×                    | ×                    | ×                    | 饑饉三十2015主題曲 | 饑饉三十2015主題曲 |
| WHITE                 | 上次講到                            | 19                   | -                    | 12                   | -                    | | |
| Roundabout            | 相安無事                            | 2                    | 1                    | 1                    | 1                    | 三台冠軍歌 | 三台冠軍歌 |
| Roundabout            | Now I Know                          | -                    | -                    | -                    | -                    | 與盧凱彤、林奕匡、恭碩良合唱 NETVIGATOR x MOOV 夢想系主題曲                                                                                  | 與盧凱彤、林奕匡、恭碩良合唱 NETVIGATOR x MOOV 夢想系主題曲                                                                                  |
| Roundabout            | 天下大亂                            | 1                    | 7                    | -                    | -                    | DBC華語歌曲流行指數：14 | DBC華語歌曲流行指數：14 |
| Roundabout            | 等不到                              | ×                    | 1                    | ×                    | ×                    | 香港電台《Gimme 5》廣播劇《唐七太空站》主題曲 RTHK全球華語歌曲流行榜: 2                                                                      | 香港電台《Gimme 5》廣播劇《唐七太空站》主題曲 RTHK全球華語歌曲流行榜: 2                                                                      |
| Roundabout            | 磨牙                                | -                    | 1                    | -                    | -                    | DBC華語歌曲流行指數：8 | DBC華語歌曲流行指數：8 |
| 2016年                |                                     |                      |                      |                      |                      | | |
|                       | 不可能                              | -                    | -                    | -                    | -                    | 電影《我老婆係明星》主題曲 DBC華語歌曲流行指數：18                                                                                           | 電影《我老婆係明星》主題曲 DBC華語歌曲流行指數：18                                                                                           |
|                       | 原力（Power Your Life）             | ×                    | 1                    | ×                    | ×                    | 與陳柏宇、洪卓立、許廷鏗合唱 香港電台太陽計劃2016主題曲                                                                                      | 與陳柏宇、洪卓立、許廷鏗合唱 香港電台太陽計劃2016主題曲                                                                                      |
| 2017年                |                                     |                      |                      |                      |                      | | |
| One Step Closer       | 有生一天                            | 3                    | 3                    | ×                    | -                    | | |
| One Step Closer       | 終於我們                            | 2                    | 1                    | 1                    | -                    | Featuring 岑寧兒 One Step Closer Pakho Live 2017演唱會主題曲                                                                                 | Featuring 岑寧兒 One Step Closer Pakho Live 2017演唱會主題曲                                                                                 |
| One Step Closer       | 近在千里                            | 1                    | -                    | -                    | -                    | Featuring 衛蘭 hmv PLAY 本週新歌排行榜：1 | Featuring 衛蘭 hmv PLAY 本週新歌排行榜：1 |
|                       | 香港 • 我家                         | ×                    | 3                    | ×                    | ×                    | 香港回歸二十週年主題曲 與李克勤、楊千嬅、陳柏宇、鄭欣宜、AGA、JW、洪卓立、許廷鏗、林欣彤合唱                                                 | 香港回歸二十週年主題曲 與李克勤、楊千嬅、陳柏宇、鄭欣宜、AGA、JW、洪卓立、許廷鏗、林欣彤合唱                                                 |
| All About Love 關於愛 | 天網                                | -                    | 1                    | 1                    | 1                    | 三台冠軍歌 無綫電視劇《使徒行者2》主題曲 加拿大至 HIT 中文歌曲排行榜：14 hmv PLAY 本週新歌排行榜：3                                          | 三台冠軍歌 無綫電視劇《使徒行者2》主題曲 加拿大至 HIT 中文歌曲排行榜：14 hmv PLAY 本週新歌排行榜：3                                          |
| 2018年                |                                     |                      |                      |                      |                      | | |
| All About Love 關於愛 | 男人背後                            | 1                    | 1                    | 1                    | (1)                  | 四台冠軍歌 亞洲電視騰訊音樂流行榜: 4 加拿大至 HIT 中文歌曲排行榜: 1                                                                          | 四台冠軍歌 亞洲電視騰訊音樂流行榜: 4 加拿大至 HIT 中文歌曲排行榜: 1                                                                          |
| All About Love 關於愛 | 背後女人                            | 20                   | -                    | -                    | 1                    | 與楊千嬅合唱 《男人背後》合唱版 加拿大至 HIT 中文歌曲排行榜: 1                                                                               | 與楊千嬅合唱 《男人背後》合唱版 加拿大至 HIT 中文歌曲排行榜: 1                                                                               |
| All About Love 關於愛 | 烏托邦                              | -                    | -                    | 2                    | 1                    | 無綫電視劇《再創世紀》主題曲 | 無綫電視劇《再創世紀》主題曲 |
| All About Love 關於愛 | 老少平安                            | 1                    | 1                    | 1                    | 1                    | 四台冠軍歌 加拿大至 HIT 中文歌曲排行榜: 2 | 四台冠軍歌 加拿大至 HIT 中文歌曲排行榜: 2 |
|                       | 為全世界歌唱                        | ×                    | 1                    | ×                    | ×                    | 《第四十一屆十大中文金曲》主題曲 與鄭欣宜、AGA、胡鴻鈞、梁釗峰、陳柏宇、Gin Lee、JW、許廷鏗、吳業坤合唱                                      | 《第四十一屆十大中文金曲》主題曲 與鄭欣宜、AGA、胡鴻鈞、梁釗峰、陳柏宇、Gin Lee、JW、許廷鏗、吳業坤合唱                                      |
| 2019年                |                                     |                      |                      |                      |                      | | |
| All About Love 關於愛 | 最後召集                            | -                    | 3                    | 1                    | 1                    | 加拿大至HIT中文歌曲排行榜：7 | 加拿大至HIT中文歌曲排行榜：7 |
|                       | 讓愛高飛                            | -                    | 1                    | 1                    | 1                    | 三台冠軍歌 無綫電視劇《多功能老婆》片尾曲 加拿大至HIT中文歌曲排行榜：1 KKBOX本地單曲週榜：連續13星期冠軍 NewayHot Song熱唱榜：連續7星期第1位 | 三台冠軍歌 無綫電視劇《多功能老婆》片尾曲 加拿大至HIT中文歌曲排行榜：1 KKBOX本地單曲週榜：連續13星期冠軍 NewayHot Song熱唱榜：連續7星期第1位 |
| 派台歌曲成績（五台）  |                                     |                      |                      |                      |                      | | |
| 唱片                  | 歌曲                                | 903                  | RTHK                 | 997                  | TVB                  | ViuTV | 備註 |
| 2020年                |                                     |                      |                      |                      |                      | | |
|                       | 劫後餘生                            | 1                    | 1                    | 1                    | (1)                  | × | 四台冠軍歌 加拿大至HIT中文歌曲排行榜：1 |
|                       | 愛心聖誕                            | ×                    | 9                    | ×                    | ×                    | × | 《愛心聖誕大行動》主題曲 與方力申合唱 |
| 2021年                |                                     |                      |                      |                      |                      | | |
|                       | 奪金                                | -                    | ×                    | ×                    | 1                    | × | 《聲夢傳奇》全體導師及學員合唱 TVB東京奧運主題曲                                                                                             |
| 2023年                |                                     |                      |                      |                      |                      | | |
|                       | 小船大海                            | -                    | 3                    | 3                    | ×                    | × | |
|                       | 敬老爸（國）                        | -                    | -                    | -                    | ×                    | × | 《小船大海》國語版 |
| 2024年                |                                     |                      |                      |                      |                      | | |
|                       | 里程碑                              | -                    | -                    | -                    | 9                    | × | |
|                       | 里程碑（國）                        | ×                    | -                    | -                    | ×                    | × | Featuring ICE 楊長青 新城國語力排行榜：3 |
|                       | 12號                                | -                    | 1                    | 1                    | 16                   | × | 跨年上榜（RTHK） 翌年上榜（997、TVB） 加拿大至HIT中文歌曲排行榜：4                                                                           |

| 各台冠軍歌總數 | 各台冠軍歌總數 | 各台冠軍歌總數 | 各台冠軍歌總數 | 各台冠軍歌總數 | 各台冠軍歌總數    | 各台冠軍歌總數    |
| -------------- | -------------- | -------------- | -------------- | -------------- | ----------------- | ----------------- |
| 四台a          | 903            | RTHK           | 997            | TVB            | 備註              | 備註              |
| 四台a          | 16             | 24             | 18             | 13             | 四台冠軍歌總數：5 | 四台冠軍歌總數：5 |
| 四台a          | 16             | 24             | 18             | 15             | 冠軍週數          | 冠軍週數          |
| 五台b          | 903            | RTHK           | 997            | TVB            | ViuTV             | 備註              |
| 五台b          | 1              | 2              | 2              | 2              | 0                 | 五台冠軍歌總數：0 |
| 五台b          | 1              | 2              | 2              | 3              | 0                 | 冠軍週數          |

- （*）上榜中
- （-）未能上榜
- （×）沒有派往該台，其中包括2010年至2013年由於TVB與包括其所屬華納唱片的四大唱片公司版稅紛爭
- （(1)）兩週冠軍
- ^  注解a：包括2020年後的冠軍歌曲
- ^  注解b：2020年起

## 其他演出
有關周柏豪推出的書籍、舞台劇演出、音樂錄影帶拍攝及執導、配音作品、廣播劇演出、廣告及公益活動煩請參閱周柏豪其他演出列表

## 獎項

### 2007年度
- YAHOO!搜尋人氣大獎2007 - 樂壇新勢力（男歌手）
- 新城勁爆頒獎禮2007 - 新城勁爆新登場男歌手
- 2007年度叱咤樂壇流行榜頒獎典禮 - 叱咤樂壇生力軍男歌手 銀獎
- RoadShow至尊音樂頒獎禮2007 - RoadShow至尊男新人
- 第三十屆十大中文金曲頒獎音樂會 - 最有前途新人獎 銀獎
- SINA Music樂壇民意指數頒獎禮2007 - 我最喜愛男新人 金獎
- 第5屆「勁歌王」全球華人樂壇音樂盛典 - 最佳新人獎（香港）

### 2008年度
- 2008勁歌金曲優秀選第一回 - 得獎歌曲《六天》
- 2008年度兒歌金曲頒獎典禮 - 十大兒歌金曲《哦》
- 2008勁歌金曲優秀選第二回 - 得獎歌曲《一事無成》（與鄭融合唱）
- Yahoo!搜尋人氣大獎2008 - Yahoo!Music人氣合唱歌曲 2008《一事無成》（與鄭融合唱）
- 新城勁爆頒獎禮2008 - 新城勁爆歌曲《一事無成》（與鄭融合唱）
- 2008年度十大勁歌金曲頒獎典禮 - 最受歡迎合唱歌曲獎 金獎《一事無成》（與鄭融合唱）
- SINA Music樂壇民意指數頒獎禮2008 - SINA Music 新歌試聽 合唱歌曲大獎《一事無成》（與鄭融合唱）
- 第三十一屆十大中文金曲頒獎音樂會 - 十大中文金曲《一事無成》（與鄭融合唱）

### 2009年度
- 2009年度兒歌金曲頒獎典禮 - 十大兒歌金曲《數碼超能量》
- Yahoo!搜尋人氣大獎2009 - 人氣MV《Lovin' You》
- 新城勁爆頒獎禮2009 - 新城勁爆原創歌曲《Lovin' You》
- SINA Music樂壇民意指數頒獎禮2009 - SINA Music最高收聽率二十大歌曲《報告總司令》

### 2010年度
- Yahoo!搜尋人氣大獎2010 - 人氣歌曲《我不要被你記住》
- 新城勁爆頒獎禮2010 - 新城勁爆原創歌曲《我不要被你記住》
- 新城勁爆頒獎禮2010 - 新城勁爆人氣歌手
- 2010年度叱咤樂壇流行榜頒獎典禮 - 專業推介叱咤十大 第六位《乞丐王子》
- 第三十三屆十大中文金曲頒獎音樂會 - 全年最佳進步獎 銅獎
- SINA Music樂壇民意指數頒獎禮2010 - SINA Music 最高收聽率二十大歌曲《乞丐王子》
- SINA Music樂壇民意指數頒獎禮2010 - 新浪微博發聲男歌手

### 2011年度
- Yahoo!搜尋人氣大獎2011 - 人氣歌曲《Smiley Face》
- Yahoo!搜尋人氣大獎2011 - 網上熱爆歌曲《Smiley Face》
- 新城勁爆頒獎禮2011 - 新城勁爆原創歌曲《Smiley Face》
- 新城勁爆頒獎禮2011 - 新城勁爆創作歌手
- 2011年度叱咤樂壇流行榜頒獎典禮 - 叱咤樂壇男歌手 銅獎
- SINA Music樂壇民意指數頒獎禮2011 - SINA Music 最高收聽率二十大歌曲《Smiley Face》
- SINA Music樂壇民意指數頒獎禮2011 - SINA Music 傑出表現男歌手大獎

### 2012年度
- 新城國語力頒獎禮2012 - 新城國語力原創歌曲《錯配》
- 新城國語力頒獎禮2012 - 新城國語力創作歌手
- YAHOO!搜尋人氣大獎2012 - 人氣歌曲《只有一事不成全你》
- YAHOO!搜尋人氣大獎2012 - 人氣MV《斬立決》
- YAHOO!搜尋人氣大獎2012 - 最熱門圖片搜尋歌手
- 新城勁爆頒獎禮2012 - 新城勁爆演繹大獎
- 新城勁爆頒獎禮2012 - 新城勁爆男歌手
- SINA Music樂壇民意指數頒獎禮2012 - SINA Music 最高收聽率二十大歌曲《無力挽回》
- SINA Music樂壇民意指數頒獎禮2012 - SINA Music 最高收視 MV 大獎《無力挽回》
- SINA Music樂壇民意指數頒獎禮2012 - SINA Music 傑出表現男歌手大獎
- 第三十五屆十大中文金曲頒獎音樂會 - 十大中文金曲《無力挽回》

### 2013年度
- 新城國語力頒獎禮2013 - 新城國語力歌曲《你還怕大雨嗎》
- 新城國語力頒獎禮2013 - 新城國語力創作歌手
- YAHOO!搜尋人氣大獎2013 - 人氣歌曲《我的宣言》
- YAHOO!搜尋人氣大獎2013 - 唱作歌曲《我的宣言》
- YAHOO!搜尋人氣大獎2013 - 本地男歌手
- 新城勁爆頒獎禮2013 - 新城勁爆歌曲《我的宣言》
- 新城勁爆頒獎禮2013 - 新城勁爆合唱歌曲《天窗》（與容祖兒合唱）
- 新城勁爆頒獎禮2013 - 新城勁爆男歌手
- 2013年度叱咤樂壇流行榜頒獎典禮 - 專業推介叱咤十大 第四位 《Imperfect》
- 2013年度叱咤樂壇流行榜頒獎典禮 - 叱咤樂壇唱作人 金獎
- 2013年度叱咤樂壇流行榜頒獎典禮 - 叱咤樂壇男歌手 銀獎
- 第三十六屆十大中文金曲頒獎音樂會 - 全年最佳進步獎 銅獎

### 2014年度
- 新城國語力頒獎禮2014 - 新城國語力歌曲《小孩》
- 新城國語力頒獎禮2014 - 新城國語力男歌手
- YAHOO!搜尋人氣大獎2014 - 人氣歌曲《傳聞》
- YAHOO!搜尋人氣大獎2014 - 本地男歌手
- 第十四屆全球華語歌曲排行榜 - 年度二十大金曲《同行》
- 新城勁爆頒獎禮2014 - 新城勁爆歌曲《傳聞》
- 新城勁爆頒獎禮2014 - 新城數碼音樂台最欣賞歌手（男歌手）
- 新城勁爆頒獎禮2014 - 新城勁爆播放指數（歌手）
- 2014年度叱咤樂壇流行榜頒獎典禮 - 叱咤樂壇男歌手 金獎
- 第三十七屆十大中文金曲頒獎音樂會 - 優秀流行歌手大獎
- 第三十七屆十大中文金曲頒獎音樂會 - 十大中文金曲《傳聞》
- 2014年度TVB8金曲獎頒獎典禮 - TVB8金曲榜金曲獎《小孩》
- 2014年度TVB8金曲獎頒獎典禮 - TVB8金曲榜最佳唱作歌手獎 金獎

### 2015年度
- 第10屆「勁歌王」全球華人樂壇音樂盛典 - 最受歡迎男歌手（香港區）
- 2015勁歌金曲優秀選第一回 - 得獎歌曲《百年不合》
- 新城國語力頒獎禮2015 - 新城國語力歌曲《犯同樣的錯》
- 新城國語力頒獎禮2015 - 新城國語力男歌手
- 新城國語力頒獎禮2015 - 新城國語力全國偶像
- 第十五屆全球華語歌曲排行榜頒獎典禮 - 年度二十大金曲《自由意志》
- 第十五屆全球華語歌曲排行榜頒獎典禮 - 最受歡迎創作歌手獎
- 2015勁歌金曲優秀選第二回 - 得獎歌曲《相安無事》
- YAHOO!搜尋人氣大獎2015 - 人氣歌曲《百年不合》
- YAHOO!搜尋人氣大獎2015 - 本地男歌手
- 2015年度叱咤樂壇流行榜頒獎典禮 - 叱咤樂壇唱作人 銅獎
- 2015年度叱咤樂壇流行榜頒獎典禮 - 叱咤樂壇男歌手 銅獎
- 第三十八屆十大中文金曲頒獎音樂會 - 優秀流行歌手大獎
- 第三十八屆十大中文金曲頒獎音樂會 - 十大中文金曲《百年不合》

### 2016年度
- 第十屆亞洲電影大獎 - 亞洲飛躍男演員
- 第三十九屆十大中文金曲頒獎音樂會 - 優秀流行歌手大獎

### 2017年度
- AEG Music Channel十大最受歡迎演唱會頒獎禮暨樂壇頒獎禮2017 - 最佳演唱會獎
- 2017勁歌金曲優秀選第二回 - 得獎歌曲《天網》
- 第四十屆十大中文金曲 - 優秀流行歌手大獎
- 第四十屆十大中文金曲 - 十大中文金曲《天網》
- 新城勁爆頒獎禮2017 - 勁爆歌曲《天網》
- 新城勁爆頒獎禮2017 - 勁爆男歌手
- 2017年度勁歌金曲頒獎典禮 - 勁歌金曲獎《天網》
- 2017年度勁歌金曲頒獎典禮 - 最高人氣歌星獎

### 2018年度
- 2018勁歌金曲優秀選第一回 - 得獎歌曲《男人背後》
- 2018勁歌金曲優秀選第二回 - 得獎歌曲《老少平安》
- 2018勁歌金曲優秀選第二回 - 得獎歌曲《烏托邦》
- 第四十一屆十大中文金曲 - 優秀流行歌手大獎
- 第四十一屆十大中文金曲 - 十大金曲獎 第三位《男人背後》
- 新城勁爆頒獎禮2018 - 勁爆歌曲《老少平安》
- 新城勁爆頒獎禮2018 - 勁爆男歌手
- 2018年度叱咤樂壇流行榜頒獎典禮 - 專業推介叱咤十大 第八位《老少平安》
- 2018年度勁歌金曲頒獎典禮 - 勁歌金曲獎《烏托邦》
- 2018年度勁歌金曲頒獎典禮 - 勁歌金曲獎《男人背後》
- 2018年度勁歌金曲頒獎典禮 - 最佳合唱歌曲金獎《背後女人》（與楊千嬅合唱）
- 2018年度勁歌金曲頒獎典禮 - 人氣王大獎

### 2019年度
- 2019勁歌金曲優秀選第一回 - 得獎歌曲《最後召集》
- 2019勁歌金曲優秀選第二回 - 得獎歌曲《讓愛高飛》
- 新城勁爆頒獎禮2019 - 勁爆歌曲《讓愛高飛》
- 新城勁爆頒獎禮2019 - 勁爆男歌手
- 萬千星輝頒獎典禮2019 - 最受歡迎電視歌曲《讓愛高飛》
- 萬千星輝頒獎典禮2019 - 最受歡迎電視男角色（多功能老婆 - 榮浩田）
- 2019年度勁歌金曲頒獎典禮 - 勁歌金曲唱片銷量大奬《All About Love 關於愛》
- 2019年度勁歌金曲頒獎典禮 - 勁歌金曲獎《讓愛高飛》
- 2019年度勁歌金曲頒獎典禮 - 勁歌金曲獎《最後召集》
- 2019年度勁歌金曲頒獎典禮 - 最受歡迎男歌星
- 2019年度勁歌金曲頒獎典禮 - 勁歌金曲金獎《讓愛高飛》
- 第四十二屆十大中文金曲 - 優秀流行歌手大獎
- 第四十二屆十大中文金曲 - 十大中文金曲《老少平安》

### 2020年度
- 2020勁歌金曲優秀選第二回 - 《劫後餘生》
- 新城勁爆頒獎禮2020 - 勁爆歌曲《劫後餘生》
- 新城勁爆頒獎禮2020 - 勁爆男歌手
- 萬千星輝頒獎典禮2020 - 最佳節目主持（兩個小生去Camping）
- 第四十三屆十大中文金曲 - 十大中文金曲《劫後餘生》
- 第四十三屆十大中文金曲 - 十大中文金曲男歌手 金獎
- 2020年度勁歌金曲頒獎典禮 - 勁歌金曲獎《劫後餘生》
- 2020年度勁歌金曲頒獎典禮 - 最佳演繹男歌星
- 2020年度勁歌金曲頒獎典禮 - 最受歡迎男歌星

## 事件

### 個人政見模稜兩可
周柏豪在2014年佔領中環期間曾經跟黃之鋒合照，又在網上呼籲香港人登記做選民，被中國大陸網民形容為「港獨藝人」，群起杯葛；但他其後在微博發聲明稱自己「生為中國人，熱愛祖國中國、熱愛香港。本人從未支持港獨，也反對所有違法的暴力行為」，又讚賞中國在新型冠狀病毒疫情中成功抗疫。他接受點新聞訪問，向片中主持人、藝人陳百祥聲稱，自己一直以來反對暴力。周又聲稱跟黃之鋒合照時，不認識也不清楚他的政治立場，又反對黃之鋒「打國際線」以號召外國制裁中國大陸及香港，並比喻中港矛盾為「自己跟媽媽吵架」，故「沒理由去找隔壁家的大嬸來打自己媽媽」。而相關言論引起一些網民評擊，指他是雙面人。
不過是次表態被指是因時任星夢娛樂總裁何哲圖及無綫非劇集製作總監余詠珊著重大灣區市場，為免流失中國大陸的觀眾而要求周柏豪改變立場。此外，周柏豪曾事業停滯不前，再加上女兒出世及剛剛換新居，故表明立場。而大陸網民對有關表態並不接受，仍然認為其「支持港獨」，加上一直以來中國與其他國家的爭拗，其從沒有主動表態作出支持，因而認為其發表「愛國言論」只是基於旁人施壓，而非其真正改變立場。

### 於公益金演唱《一事無成》
2021年5月29日，周柏豪與鄭融於《萬眾同心公益金2021》合唱一曲《一事無成》，該環節為失業家庭打氣，雖然有網民認為歌詞勵志，但部分網民認為歌名嘲諷失業者一事無成，反問他們唱這首歌是攞景還是贈興，亦有網民認為歌曲反映周柏豪的實況。

## 外部連結
- 周柏豪官方網站
- 周柏豪論壇
- Warner Music Hong Kong | Pakho Chau
- 周柏豪 Pakho Chau的Facebook專頁已認證
- 周柏豪的Facebook專頁未認證
- 周柏豪的新浪微博
- 周柏豪的小红書帳戶 （页面存档备份，存于）
- Pakho Chau YouTube channel（页面存档备份，存于）
- 周柏豪的Instagram帳戶
- 周柏豪的網易雲音樂主頁 （页面存档备份，存于）
- 周柏豪個人品牌XPX官網（页面存档备份，存于）
- 周柏豪個人品牌Catxman官網（页面存档备份，存于）